# 分類空間
数学、特にホモトピー論では、位相群 G の分類空間(classifying space) BG は、G の自由作用により弱可縮空間 EG の商空間である（つまり、すべてのホモトピー群が自明となるような位相空間）。分類空間は、パラコンパクトな多様体上の任意の G 主バンドルが、主バンドル EG → BG の引き戻しバンドル(pullback bundle)と同型となる性質を持つ。
離散群(discrete group) G に対し、BG は、大まかには、弧状連結な位相空間 X であり、X の基本群が G と同型となり、X の高次ホモトピー群が自明となる、つまり、BG はアイレンベルグ・マックレーン空間(Eilenberg-Maclane space)、または K(G,1) となる。

## 動機
無限巡回である G の例は、X として円の例がある。G が離散群(discrete group)のとき、X に付く条件を特定する方法は、X の普遍被覆 Y が可縮であることである。この場合、射影写像
{\displaystyle \pi :Y\longrightarrow X\ }
は、構造群 G を持つファイバーバンドルとなり、実際、G の主バンドルである。実際、ホモトピー圏(homotopy category)では分類空間の概念への興味は、ファイバーバンドルの場合には、Y が主 G-バンドルに関して普遍的性質を持つという事実から発生した。このことは、高次のホモトピー群が 0 となること以上に基本的なことである。基本的考え方は、G が与えられると、G がその上に自由に作用するような可縮な空間 Y を探すことである。（ホモトピー論の弱同値(weak equivalence)の概念は、2つのバージョンを関連付ける。）円の例の場合、無限巡回群 C が実直線に自由に作用するという事実に注意する必要があり、これは可縮である。X を商空間として、3次元から平面への射影となることを考えるように、円は R = Y から X への幾何学のことばでいう射影 π と見なすことができる。この主張は、π は主 C-バンドルの中でも普遍的な性質を持っていることである。任意の主 C-バンドルは有限の方法で π から有限の方法で得られる。

## 定式化
より公式なステートメントは、G を（単に離散群とするのではなく）位相群でもありうることと、G の群作用が連続としうることを考えに入れる。連続作用のない場合、分類空間の概念は、ホモトピーの言葉でアイレンベルグ・マックレーン空間(Eilenberg–MacLane space)の構成を通して、扱うことができる。ホモトピー論では、位相空間 BG の定義、つまり、主 G-バンドルの分類空間は、BG 上の普遍バンドル(universal bundle)である全空間 EG とともに与えられる。つまり、このことの結果は、実際、連続写像
{\displaystyle \pi :EG\longrightarrow BG.\ }
である。
CW複体(CW complex)のホモトピー圏が基礎となる圏であることを前提とする。BG に要求される分類するという性質は、実際、π と関連付けられる。任意の主 G-バンドルが空間 Z 上に、
{\displaystyle \gamma :Y\longrightarrow Z\ }
と与えられると、Z から BG への分類写像(classifying map) φ が存在し、γ が φ に沿った π の引き戻し(pullback)であるということができなければならない。抽象的な言い方では、γ のツイストによる構成は、φ を通して π の構成により既に表現されているツイストまで還元できるはずである。
このことを有益な概念とするためには、そのような空間 BG が存在すると信ずるにたる明白な理由がなければならない。抽象的にいうと、（最初にアイデアが導入された時点である1950年頃にはこのようには考えられてはいなかったが、）
h(Z) = Z の上の主 G-バンドルの同型類の集合
により定義されるホモトピー圏から集合の圏(category of sets)への反変函手が、表現函手(representable functor)かどうかを問う問題である。抽象的な条件（現在は、ブラウンの表現性定理(Brown's representability theorem)として知られている）は、存在定理として結果が肯定的であり難しすぎないことを確かめることである。

## 例
1. 円 S1 は無限巡回群 Z の分類空間である。
2. n次元トーラス {\displaystyle \mathbb {T} ^{n}} は Zn の分類空間であり、ランク n の自由アーベル群である。
3. n 個の円のウェッジは、ランク n の自由群の分類空間である。
4. コンパクトで境界を持たない閉じた連結な種数が 1 より大きい曲面 S は、その基本群 {\displaystyle \pi _{1}(S)} の分類空間である。
5. 無限次元射影空間（英語版）(infinite-dimensional projective space) {\displaystyle \mathbb {RP} ^{\infty }} は、Z/2Z の分類空間である。
6. コンパクトで境界を持たない閉じたで連結な双曲多様体 M は、その基本群 {\displaystyle \pi _{1}(M)} の分類空間である。
7. 有限局所連結な CAT(0)（英語版）(CAT(0))である3次複体（英語版）(cubical complex)は、その基本群の分類空間である。
8. {\displaystyle \mathbb {CP} ^{\infty }} は、コンパクトな位相群と考えられる円 S1 の分類空間 BS1 である。

## 応用
BG の有効に計算する問題は、未だに問題が残っている。例えば、（リー群のような興味深い群 G に対して）少なくともホモトピー論としての制限をするならば、特性類の理論は、本質的には、BG のコホモロジー群を計算する問題と同じとなる（H.カルタンの定理(H Cartan's theorem)）。 ボットの周期性定理(Bott periodicity theorem)に示されているように、BG のホモトピー群は、基本的に興味深い対象でもある。初期の分類空間についての仕事は、（例えば、バー構成(bar construction)のように、）単体としての具体的記述をもたらした。
分類空間の例としては、G がオーダー 2 の巡回郡のとき、BG は無限次元の実射影空間である。このとき対応する EG は、可縮空間であり、結果として元の v を通した群作用 G を持つ無限次元ヒルベルト空間から -v を持つヒルベルト空間へ移し、BG を選ぶようなホモトピー同値を持つこととなる。この例は、分類空間が込み入ったものとなるかも知れないことを示している。
微分幾何学（チャーン・ヴェイユ理論）やグラスマン多様体(Grassmannian)の理論との関係では、分類空間の理論へのより難しいアプローチが、最も興味が持たれているユニタリ群のような場合に可能である。トム複体(Thom complex) MG の構成は、空間 BG がコボルディズム理論(cobordism theory)の中にむくまれていて、それらは代数トポロジーの中に登場する幾何学的な考え方で中心的な役割を果たす。群コホモロジー(group cohomology)は、（多くの場合に）分類空間を使い定義することができるので、ホモロジー代数で基本的であると見なすことができる。
分類空間の一般化は、分類葉層(foliation)や直観主義論理(intuitionistic logic)での計算予測の理論での分類トポス(classifying topos)であり、それらは「モデルの空間」という位置を占める。